# Siedlung Römerstadt

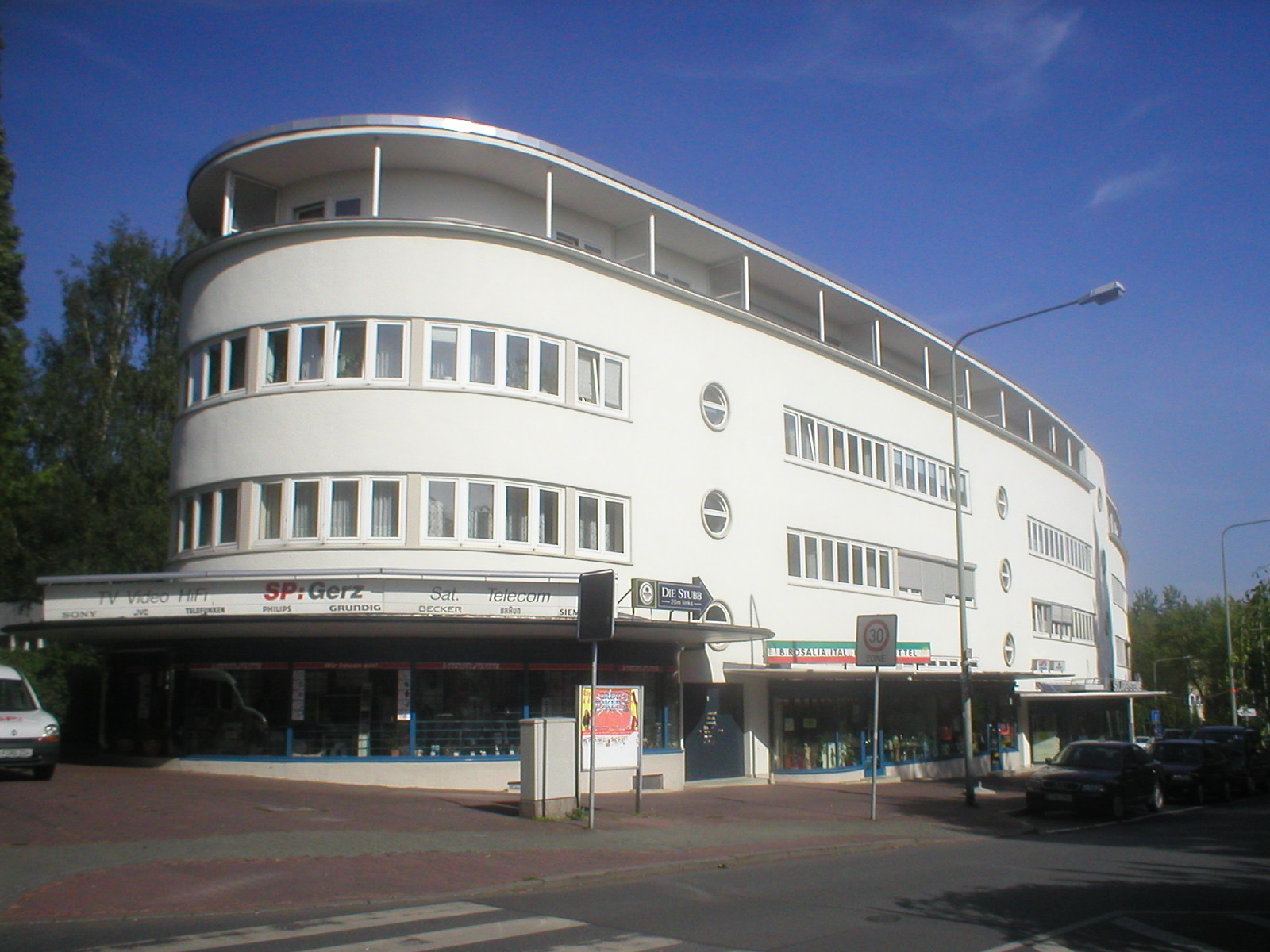
Edificio de cabeza en la Hadrianstrasse (calle de Adriano).

Siedlung Römerstadt (alemán para: Polígono Residencial Ciudad Romana) es un polígono residencial de la arquitectura moderna temprana en Fráncfort del Meno. El barrio fue construido entre 1927 y 1929 como parte de un extenso programa de construcción según los planes del concejal municipal para la planificación urbana Ernst May sobre el área de la ciudad romana Nida. Las casas tenían calefacción central, acceso a radio, baño, electricidad y cocina funcional, lo que se puede ver en una casa de modelo con jardín donde fue establecido el Museo Ernst May en 2005. El barrio está bajo la protección del patrimonio nacional.